# Diskettenlocher

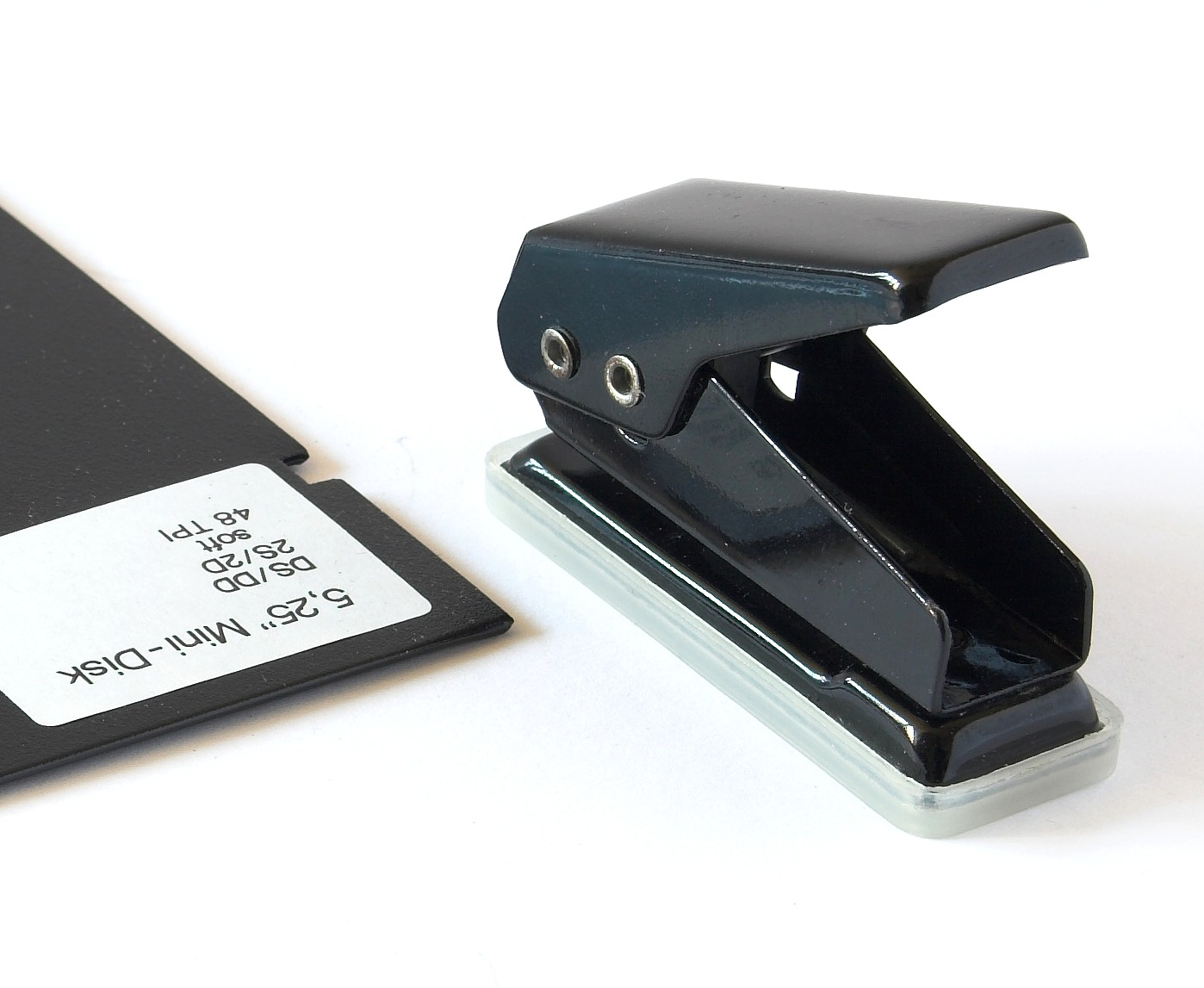
Diskettenlocher und Diskette mit Schreibschutzkerbe für die Rückseite

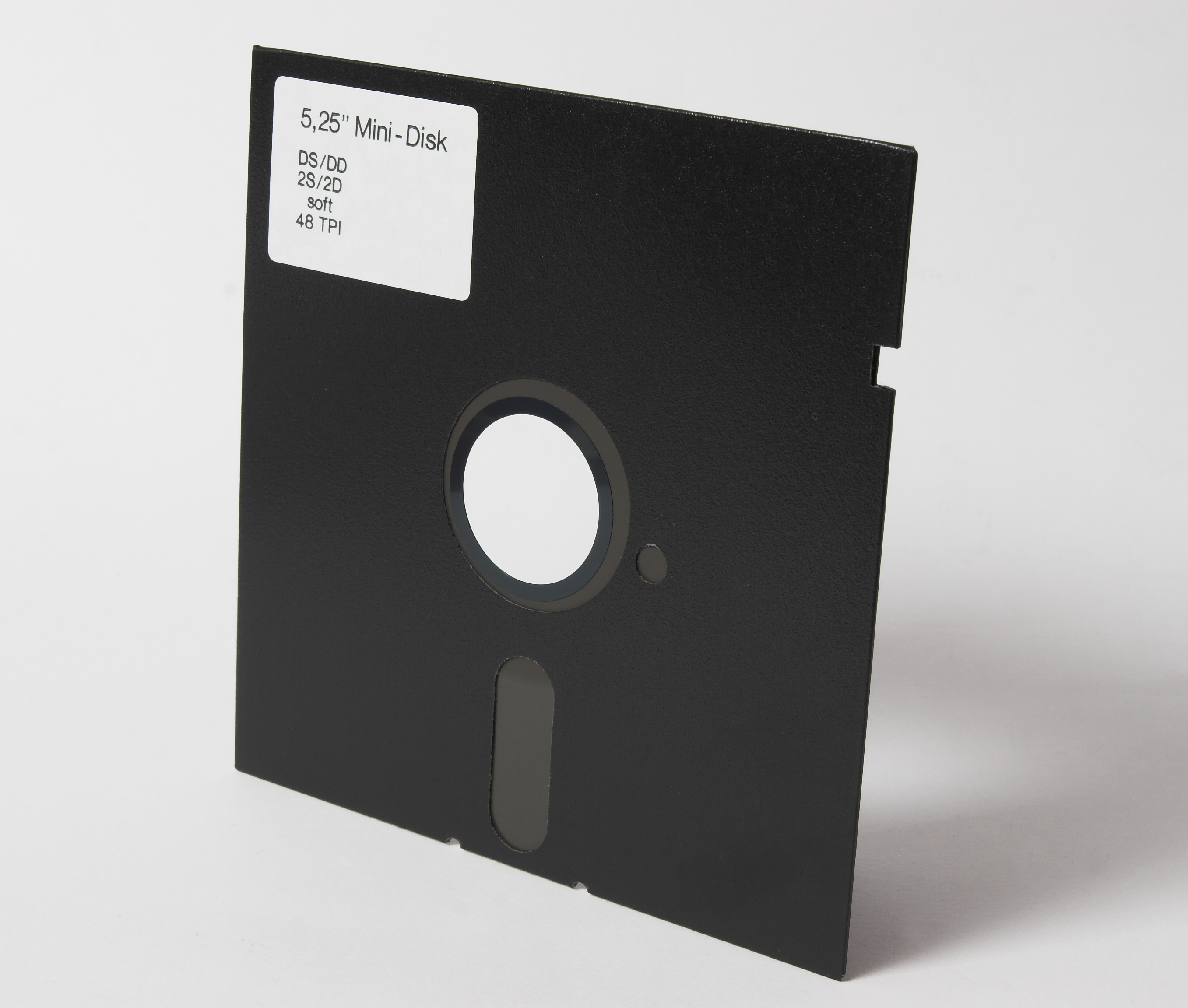
130-mm-(5,25")-Diskette. Rechts die ab Werk vorhandene Schreibschutzkerbe für die Vorderseite.

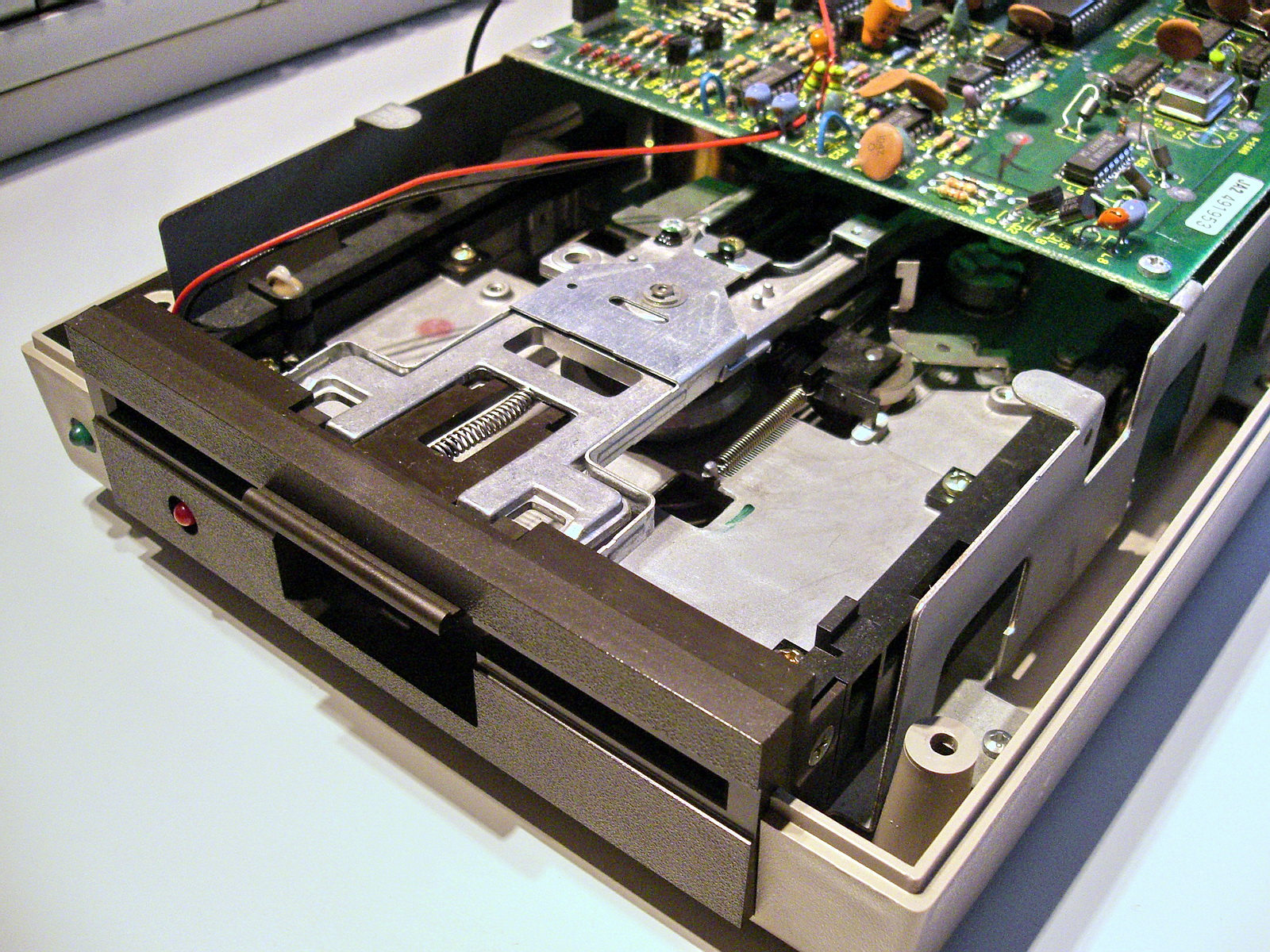
Im Laufwerk wurde die Kerbe von einer Lichtschranke (links als brauner Kreis an der schwarzen Diskettenführung zu erkennen) abgetastet.

Ein Diskettenlocher ist eine kleine Apparatur, die in den Rand einer 5¼-Zoll-Diskette eine rechteckige Kerbe stanzt. Das war nötig, um bei einigen Homecomputern wie zum Beispiel dem Commodore 64, oder dem Apple II, deren übliche Diskettenlaufwerke mit nur einem Schreib-Lese-Kopf für die Unterseite ausgerüstet waren, die zweite Seite zusätzlich nutzen zu können.
Ab Werk besaßen 5¼-Zoll-Disketten üblicherweise nur eine solche Kerbe auf der rechten Seite, die eine Lichtschranke oder ein mechanischer Schalter im Diskettenlaufwerk abtastete. Wurde die Lichtschranke unterbrochen, weil keine Kerbe vorhanden (etwa bei einigen Originaldisketten von Spielen und Betriebssystemen) oder sie mit einem lichtundurchlässigen Klebestreifen abgedeckt war, war das Medium schreibgeschützt.
Sollte in einem Diskettenlaufwerk wie dem VC1541 die zweite Seite einer zweiseitigen Diskette formatiert werden, musste man sie zunächst auf der linken Seite lochen, damit sie überhaupt beschreibbar war, und anschließend mit der Beschriftung nach unten in das Laufwerk stecken.
Mit Diskettenlaufwerken für PCs klappt der Trick nicht, weil diese mit einer zusätzlichen Lichtschranke zum Finden des Spuranfangs das Index-Loch (rechts vom Antriebsloch der Diskette) abfragen, das nach dem Wenden der Diskette verdeckt ist. Auch die späteren Laufwerke 1570 und 1571 der Firma Commodore benutzten das Indexloch für die wahlweise unterstützten CP/M-formatierten Disketten. Die Homecomputer-Laufwerke verzichteten aus Kostengründen auf diese Index-Lichtschranke und brachten stattdessen an einer Stelle jeder Spur einen speziellen kurzen Datenblock (SYNC) auf, um den Anfang der Spur zu kennzeichnen. Es gab allerdings auch Disketten, bei denen zwei Aussparungen für das Indexloch vorhanden waren, so dass die Diskette wiederum gewendet werden konnte.
Eine weitere Voraussetzung für die Verwendung beider Diskettenseiten war, dass die Diskette auch auf der Rückseite eine magnetische Beschichtung besaß. Das war bei vielen einseitigen Disketten der Fall, so dass sich mit einer zweiten Kerbe günstige einseitige Disketten beidseitig verwenden ließen. Alternativ wurde die nötige Kerbe auch mit einem herkömmlichen Papierlocher oder einer Schere an der Diskette erzeugt; man riskierte damit jedoch eine Beschädigung des Datenträgers und das Ergebnis war weniger ansehnlich.
Der Diskettenlocher, der bald als Antwort auf diesen Bedarf auf den Markt gebracht wurde, verfügt über einen Anschlag, der eine korrekte Positionierung ermöglicht, und ein Schneidwerk, das stark genug ist, um die Hülle einzuschneiden, ohne dabei die Diskette zu knicken.
Eine Alternative zum Diskettenlocher bestand darin, den ins Diskettenlaufwerk eingebauten Schreibschutzsensor elektrisch zu überbrücken. Eine solche Modifikation des Laufwerkes ermöglichte zwar das Beschreiben der Diskettenrückseite, ohne diese lochen zu müssen, verhinderte jedoch auch den effektiven Schreibschutz der Diskette. Umbauanleitungen dazu erschienen immer wieder in diversen Computermagazinen, z. B. für das Floppylaufwerk VC1541.
Mit dem Aussterben der 8-Bit-Homecomputer verschwanden die 5¼-Zoll-Laufwerke mit nur einem Schreib-Lese-Kopf und somit auch die Diskettenlocher wieder vom Markt.